# النصر الأسود (فلم)
النصر الأسود (بالإنجليزية: Dark Victory) هو فيلم دراما تم إنتاجه في الولايات المتحدة وصدر في سنة 1939.

## بطولة
- بيت ديفيس
- همفري بوغارت
- رونالد ريغان

## وصلات خارجية
- مقالات تستعمل روابط فنية بلا صلة مع ويكي بيانات

1. ↑  "AFI's 100 Years of Film Scores Nominees" (PDF). مؤرشف من الأصل (PDF) في 2019-04-12. اطلع عليه بتاريخ 2016-08-18.
2. ↑  "Dark Victory."Internet Broadway Database. Retrieved: August 20, 2012. نسخة محفوظة 11 مارس 2007 على موقع واي باك مشين.
3. ↑  "AFI's 100 Years...100 Passions" (PDF). معهد الفيلم الأمريكي. مؤرشف من الأصل (PDF) في 2019-04-12. اطلع عليه بتاريخ 2016-08-18.

### ترشيحات وجوائز
| السنة | الحدث  | الفئة     | النتيجة |
| ----- | ------ | --------- | ------- |
|       | أوسكار | أفضل فيلم | ترشـيـح |